# Charles Forbes
Sir Charles Morton Forbes (22. listopadu 1880, Kolombo, Cejlon – 28. srpna 1960, Londýn, Anglie) byl britský admirál. U Royal Navy sloužil od roku 1894, vyznamenal se již během první světové války. V meziválečném období postupoval v hodnostech a působil na admiralitě, v roce 1935 byl povýšen do šlechtického stavu. Za druhé světové války byl vrchním velitelem loďstva Home Fleet a později velitelem v přístavu Plymouth. V těchto funkcích se zúčastnil bojů proti Německu, v roce 1940 dosáhl v britském námořnictvu nejvyšší hodnosti velkoadmirála. V roce 1943 odešel do výslužby.

## Životopis

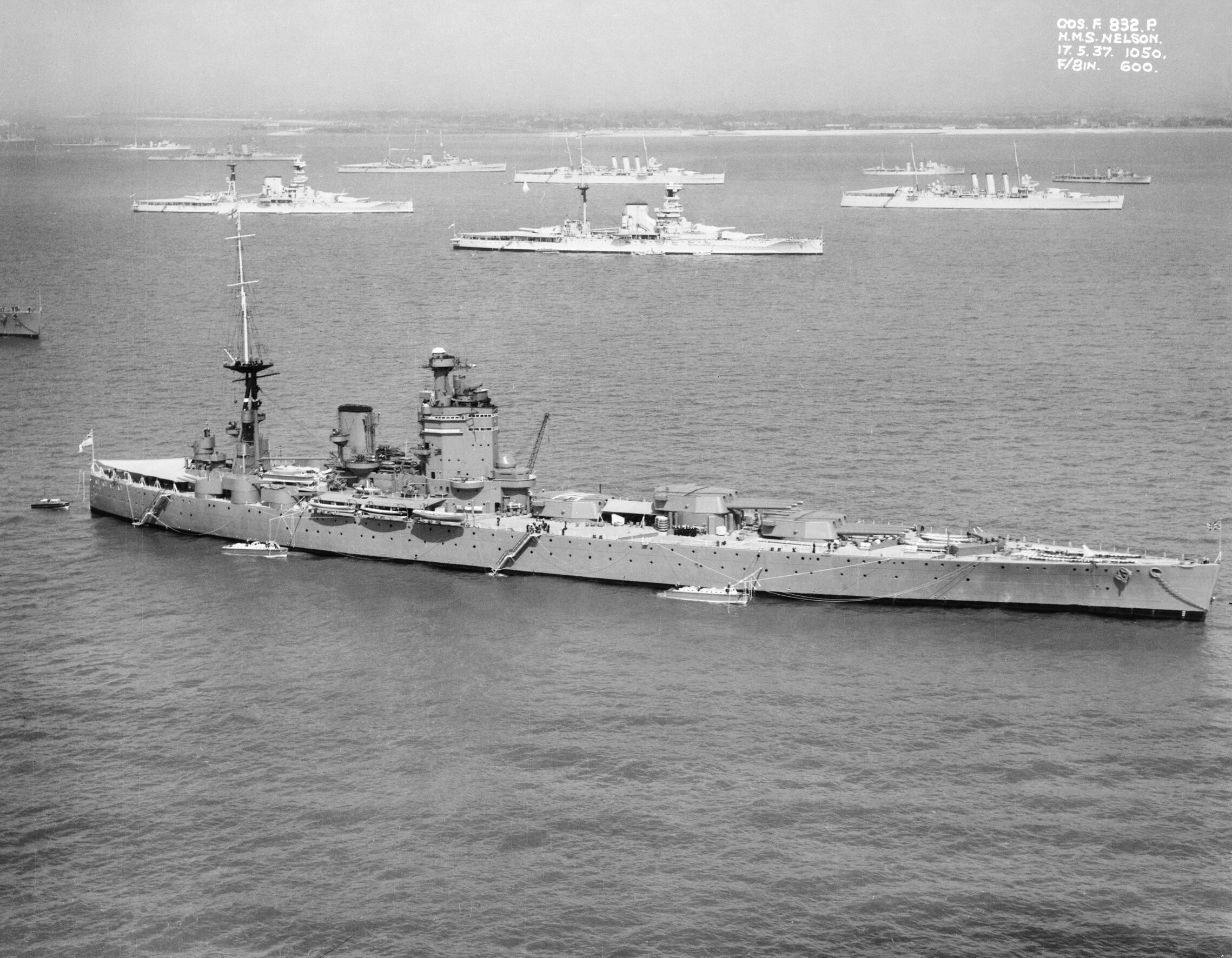
Bitevní loď HMS Nelson, vlajková loď admirála Forbese na začátku druhé světové války

Narodil se na Cejlonu jako syn Jamese Forbese, do Royal Navy vstoupil jako kadet námořní akademie v roce 1894. V nižších hodnostech sloužil v Tichomoří, Středozemním moři i u břehů Anglie, mezitím si doplnil vzdělání u námořního dělostřelectva. Za první světové války sloužil u Grand Fleet a za účast v bitvě u Jutska obdržel Řád za vynikající službu. V roce 1917 dosáhl hodnosti kapitána a dostal pod velení křižník Galatea. Po kapitulaci německého loďstva v listopadu 1918 se podílel na převzetí německých lodí. Po první světové válce absolvoval kurz pro vyšší důstojníky a poté působil v námořním školství. Střídal službu na různých lodích, mimo jiné byl kapitánem na bitevní lodi HMS Queen Elizabeth (1923–1924). V letech 1925–1928 byl ředitelem námořního zbrojení na admiralitě a v roce 1928 dosáhl hodnosti kontradmirála, v letech 1928–1929 byl též krátce námořním pobočníkem krále Jiřího V..
Ve funkci třetího námořního lorda a inspektora námořnictva (1932–1934) byl v roce 1933 povýšen na viceadmirála. V letech 1934–1936 byl zástupcem vrchního velitele ve Středomoří a v roce 1935 byl jako nositel Řádu lázně povýšen do šlechtického stavu. V roce 1936 dosáhl hodnosti admirála a v letech 1938–1940 byl vrchním velitelem flotily Home Fleet, jeho vlajkovou lodí byl křižník HMS Nelson. Při německém útoku na Norsko utrpěl značné ztráty (potopení lodi HMS Glorious, v roce 1940 nicméně dosáhl nejvyšší hodnosti velkoadmirála (Admiral of the Fleet). V letech 1941–1943 byl velitelem v Plymouthu, kde organizoval obranu přístavu proti německým leteckým útokům. V roce 1943 odešel do výslužby a poté žil v soukromí na svém sídle Cawsand Place (Surrey). Veřejně vystoupil naposledy jako účastník korunovace královny Alžběty II. v roce 1953.
Za zásluhy v obou světových válkách získal vyznamenání v Británii i v zahraničí. Za účast v bitvě u Jutska obdržel britský Řád za vynikající službu a ruský Řád sv. Stanislava, později získal všechny stupně Řádu lázně, od roku 1940 byl nositelem velkokříže Řádu lázně, byl též rytířem francouzského Řádu čestné legie.
Byl dvakrát ženatý a měl tři děti.